# ويلي ليموند
ويلي ليموند (بالإنجليزية: Willie Limond)‏ مواليد 2 فبراير 1979 في غلاسكو، هو ملاكم محترف بريطاني يصنف ضمن فئة وزن خفيف الوسط.

## إحصائيات
خاض خلال مسيرته 48 نزالا، فاز في 42 وخسر في 6. فاز بالضربة القاضية في 13 نزالا.

## وصلات خارجية
- ويلي ليموند على موقع بوكس ريك (الإنجليزية) (registration required)
- الموقع الرسمي